# Stéphane Dumas
Stéphane Louis André Dumas (* 14. September 1978 in Sanary-sur-Mer) ist ein französischer Basketballtrainer und ehemaliger -spieler.

## Werdegang

### Spieler
Dumas gewann mit CSP Limoges unter Trainer Duško Ivanović in der Saison 1999/2000 die französische Meisterschaft, den Pokalwettbewerb sowie den Europapokal Korać-Cup. 2000 wechselte er nach Spanien in die Liga ACB zu Joventut de Badalona. Er spielte später auch mit Valladolid, Lleida und Girona in der höchsten spanischen Liga. Seinen besten Punktesaisondurchschnitt in der Liga ACB erreichte der Franzose 2009/10 mit 8,7 je Begegnung.
In der Saison 2005/06 spielte er zunächst in Italien bei Air Avellino, im Januar 2006 ging er nach Spanien zurück und verstärkte den Zweitligisten Baloncesto León. In der zweithöchsten spanischen Spielklasse war er auch 2007/08 mit Alicante Costa Blanca vertreten. 2008 stieg er mit CB Valladolid aus der Liga ACB ab und 2009 wieder auf.

#### Nationalmannschaft
Im Sommer 1998 nahm Dumas mit Frankreichs U22-Nationalmannschaft an der Europameisterschaft dieser Altersklasse teil.

### Trainer
2017 war er für drei Spiele Cheftrainer der Nationalmannschaft des Senegal, im März 2017 wurde er entlassen. Zuvor war er ab Sommer 2016 bei der Nationalmannschaft Assistent von Porfirio Fisac de Diego gewesen. Im Februar 2020 wurde Dumas Nationaltrainer von Äquatorialguinea. Das Ziel, das Land 2021 erstmals zur Teilnahme an einer Endrunde der Afrikameisterschaft zu führen, wurde durch eine umstrittene Niederlage im letzten Spiel gegen Guinea verfehlt.
Im Sommer 2020 wurde er Assistenztrainer des spanischen Erstligisten CB Gran Canaria, erneut unter Porfirio Fisac de Diego, und übte die Tätigkeit folglich teils gleichzeitig zu seiner Aufgabe in Äquatorialguinea aus.
Im Sommer 2022 trat Dumas die Stelle als Cheftrainer bei FUS de Rabat in Marokko an. Er führte FUS 2023 zum Gewinn der marokkanischen Meisterschaft. Im Dezember 2023 wurde Dumas Assistenztrainer beim französischen Erstligisten Metropolitans 92.